# Темаша
Темаша (рум. Tămașa) — село у повіті Селаж в Румунії. Входить до складу комуни Кузеплак.
Село розташоване на відстані 359 км на північний захід від Бухареста, 28 км на південь від Залеу, 36 км на північний захід від Клуж-Напоки.

## Населення
За даними перепису населення 2002 року у селі проживали 383 особи.
Національний склад населення села:
| Національність | Кількість осіб | Відсоток |
| -------------- | -------------- | -------- |
| румуни         | 357            | 93,2%    |
| угорці         | 14             | 3,7%     |
| цигани         | 12             | 3,1%     |

Рідною мовою назвали:
| Мова      | Кількість осіб | Відсоток |
| --------- | -------------- | -------- |
| румунська | 371            | 96,9%    |
| угорська  | 12             | 3,1%     |